# Muslimische Jugend Österreich
Die Muslimische Jugend Österreich (MJÖ) wurde im Jahr 1996 in Linz gegründet. Als Bundesvorsitzende fungieren Hager Abouwarda und Adis Serifovic. Sie ist Mitglied der österreichischen Bundesjugendvertretung (BJV). Im März 2017 wurde der Landesvorsitzender Derai Al Nuaimi der Muslimischen Jugend Österreich zu einem Bundesvorsitzenden der Bundesjugendvertretung gewählt.

## Profil
Die Muslimische Jugend Österreich ist der älteste deutschsprachige, muslimische Jugendverein in Österreich. Sie ist nicht aus einem muslimischen Erwachsenenverein hervorgegangen. Die MJÖ hat nach eigenen Angaben rund 30.000 Mitglieder.
Die MJÖ beschreibt sich als unabhängig und will eine „österreichisch-islamische Identität“ kreieren. „Fern ab von religiösem Extremismus auf der einen und einer völligen Auflösung der eigenen Identität auf der anderen Seite wollen wir eine österreichisch-islamische Identität kreieren“ heißt es in der Selbstdarstellung der MJÖ. Sie wollen eine „Gesellschaft ohne Diskriminierung jeder Art, freien Zugang zur Bildung und mehr Mitbestimmung für Jugendliche“.
Eines der wichtigsten selbst formulierten Ziele der Muslimischen Jugend Österreich ist die Förderung von Bildung. Sie versteht sich „als feministische Organisation und strebt eine Gesellschaft an, in der Frauen und Männer in allen Bereichen des Gesellschaftslebens gleichermaßen teilnehmen“.
Seit dem Jahr 2005 sind die „Jungen Musliminnen Österreich“ (JMÖ) als Frauenorganisation organisatorisch eigenständig und unabhängig vertreten und teils Teilnehmerinnen der Projekte „Fatima 2005“ und „Fatima 2007 - Qualifikationsoffensive für muslimische Mädchen“.
Die Muslimische Jugend Österreich wurde vom ehemaligen Bundesministerium für Wirtschaft, Familie und Jugend unterstützt, dessen Familien- und Jugendagenden 2014 an das neu geschaffene Bundesministerium für Familien und Jugend übertragen wurden.
Die MJÖ ist nicht mit der radikalen, von Mohamed Mahmoud gegründeten Kleingruppierung „Islamische Jugend Österreich“ (IJÖ) zu verwechseln.

## Geschichte
Die Muslimische Jugend Österreich entstand aus einem Freundeskreis muslimischer Jugendlicher aus Oberösterreich. Der Entschluss, „islamisch aktiv“ zu werden, wurde schon 1995 gefasst. Am 5. März 1996 erfolgte dann die vereinsrechtliche Gründung. 1999 gründete sich die Gruppe unter dem heutigen Namen neu.
Als eine der ersten regelmäßigen Veranstaltungen und Aktivitäten kann das seit 1996 veranstaltete „Linzer Muslim Treffen“ angesehen werden. Ab 2001 folgten regelmäßige Ferienlager im Sommer und Winter, gefolgt von einer Reihe an Länderreisen ("Frankreich, Bosnien, Spanien, Türkei, Ägypten, England, Tunesien").
Am 9. September 2006 fand die 10-Jahr-Feier der MJÖ im Austria Center Vienna in Wien statt. Neben Reden des damaligen Nationalratspräsidenten Andreas Khol, vom damaligen Präsidenten der Islamischen Glaubensgemeinschaft in Österreich (IGGiÖ) Anas Schakfeh und von Tariq Ramadan wurde musikalische Unterhaltung von Sami Yusuf und dem deutschen Rapper Ammar114 geboten.
Am 11. September 2006 wurde vor einem Lokal der MJÖ in Wien-Rudolfsheim eine Bombenattrappe gefunden mit einem Zettel mit der Aufschrift „4. Juli 1926 – Weimar“, dem Gründungstag der Hitlerjugend und ersten NSDAP-Parteitag. Der Täter, der mittels Rufdatenrückerfassung seiner SMS identifiziert werden konnte, war ein 29-jähriges, ehemaliges Mitglied des Vereins, der die Haltung der MJÖ zu „lasch“ fand. Im Gerichtsverfahren betonte der im 20. Lebensjahr zum Islam konvertierte Mann, die Tat als „Protestaktion gegen die Arbeitsweise der MJÖ“ begangen zu haben, da sie seiner Meinung nach „nicht den richtigen Islam“ vertrete und „zu defensiv“ agiere. Im Februar 2007 wurde der gebürtige Wiener zu 15 Monaten Haft, fünf davon unbedingt, verurteilt.
Seit 2010 betätigt sich die MJÖ vermehrt auch im mildtätigen Bereich. So beteiligte sie sich mehrere Male an der humanitären Aktion 72h ohne Kompromiss der Katholischen Jugend Österreich. 2011 startete die MJÖ erstmals ihr seitdem jährlich stattfindendes, karitatives Projekt Ramadan - Teilen ohne Grenzen.
Im Juni 2013 rief die MJÖ angesichts der Hochwasserkatastrophe muslimische Jugendliche zur Mithilfe auf und beteiligte sich in Zusammenarbeit mit der Katholischen Jugend Österreich an Hilfs- und Aufräumarbeiten. Abweisenden Bemerkungen der FPÖ in Traismauer folgte eine öffentliche Empörung und eine Distanzierung und Entschuldigungen seitens FPÖ-Funktionären.

## Vorgeworfene Nähe zur Muslim-Bruderschaft
Am 14. Jänner 2015 gelangte eine parlamentarische Anfrage von Anneliese Kitzmüller (FPÖ) in den Nationalrat, betreffend der finanziellen Unterstützung der MJÖ durch das ehemalige Bundesministerium für Wirtschaft, Familie und Jugend sowie über mögliche Verbindungen der MJÖ zur Muslimbruderschaft. Bezüglich der behaupteten Verbindung zur Muslimbruderschaft wurde die MJÖ im Zuge der Anfragebeantwortung von Familienministerin Sophie Karmasin zu einer Stellungnahme aufgefordert. In der Stellungnahme bestreitet die MJÖ die Vorwürfe und weist diese zurück.
Der Religionspädagoge Ednan Aslan verortete die MJÖ in ideologischer Nähe des politischen Islam und der Muslim-Bruderschaft. Vertreter der MJÖ wiesen diese Vorwürfe als „abstruse Verschwörungstheorien“ zurück. In der Neuen Zürcher Zeitung erschien 2015 ein Artikel über mögliche Verflechtungen mit der Muslimbruderschaft.
Das österreichische Nachrichtenmagazin Profil behauptete in seiner Ausgabe vom 26. Jänner 2015 unter anderem, dass die Organisation Mitglied beim Femyso sei, Verbindungen zur Muslimbruderschaft pflege und finanzielle Zuwendungen von „ausländischen Sponsoren“ und Stiftungen erhalte. Eine Leserin des Magazins wandte sich aufgrund der Behauptungen im Nachrichtenmagazin an den Österreichischen Presserat, welcher jedoch kein selbständiges Verfahren eingeleitete. Der MJÖ strengte ein Zivilverfahren gegen das Nachrichtenmagazin an, nachdem sich Profil geweigert hatte, eine Gegendarstellung zu veröffentlichen. Kurz vor der Gerichtsverhandlung kam es zu einer außergerichtlichen Streitbeilegung mit einer Richtigstellung durch das Nachrichtenmagazin, in welcher festgestellt wird, dass die MJÖ nicht in organisatorischer und ideologischer Beziehung zur Muslimbruderschaft stehe, nur im Zeitraum von 2003 bis 2005 außerordentliches Mitglied beim Femyso gewesen sei und die MJÖ keine finanziellen Zuwendungen durch Stiftungen oder aus dem Ausland erhalte.
Nachdem der österreichische Politiker Efgani Dönmez am 6. Mai 2017 in seinem Blog und in den Oberösterreichischen Nachrichten Vermutungen über Verbindungen der MJÖ zur Muslimbruderschaft angestellt hatte, wurde dazu eine Gegendarstellung seitens der Organisation veröffentlicht, dass zwischen MJÖ und der Muslimbruderschaft keine organisatorische und/oder ideologische Verbindungen bestehen.
Die Kronen Zeitung veröffentlichte 2017 eine „redaktionelle Richtigstellung“ mit der Aussage, dass keine Anknüpfungen der MJÖ mit der Muslimbruderschaft bestehen.